# 쇠렌 라스테드
쇠렌 라스테드(Søren Rasted, 1969년 6월 13일 ~ )는 덴마크의 음악가로, 아쿠아의 일원이며 2001년부터 2017년까지 이혼한 노르웨이 출신의 가수이자 아쿠아의 유일한 여성 일원인 레네 뉘스트룀과 이혼을 하였으며 그 이혼 이후에는 노르웨이 출신의 레네 뉘스트룀은 아쿠아는 계속 하기로 하였다.